# French Village
La communauté non-incorporée de French Village est située dans le comté de Saint-François, dans l'État du Missouri, aux États-Unis. 

## Géographie
La communauté de French Village comptait 6 864 habitants lors du recensement de 2010.

## Histoire
La communauté a été fondée sous le nom de Petit Canada, près de la ville de Bonne Terre, au cours du XVIIIe siècle par les colons Canadiens-français et parmi eux des coureurs des bois, des trappeurs, des missionnaires et des mineurs qui arpentaient le pays des Illinois. Des mines furent creusées, à la suite de la découverte de minerai de plomb et du minerai de sphalérite, un sulfure de zinc. Les mineurs, venant essentiellement du Canada fondèrent un campement dénommé le "Petit Canada" avant de prendre le nom définitif de French Village quand le bureau de poste fut ouvert en 1825. La chapelle Sainte-Anne d'origine fut construite en 1825. La paroisse fut créée en 1828. L'église a été construite en 1871-1874. Elle a été reconstruite de nouveau en 1919 après un incendie. 
Le site de Bonne Terre Mine est devenu un site historique national depuis sa fermeture en 1961.